# دموس شاکاریان
دموس شاکاریان (ارمنی: Դեմոս Շաքարյան؛ انگلیسی: Demos Shakarian ۲۱ ژوئیهٔ ۱۹۱۳ – ۲۳ ژوئیهٔ ۱۹۹۳) یک کارآفرین پنتاکوستالیست و ارمنی‌تبار اهل ایالات متحده آمریکا بود. وی در سال ۱۹۵۱ سازمان مذهبی Full Gospel Business Men's Fellowship International را بنیانگذاری نمود.